# Natural Light
Pour plus de détails, voir Fiche technique et Distribution.
Natural Light (Természetes fény) est un film germano-letto-franco-hongrois réalisé par Dénes Nagy, sorti en 2021.
L'intrigue du film ne traite que d'une partie du roman de Pál Závada (en) sur lequel il est basé, soit quatre jours de la vie de soldats hongrois, alliés des nazis, dans des opérations anti-partisans dans la forêt de Briansk en Russie en 1943. 

## Synopsis
Les forces d'un escadron hongrois occupent un petit village russe, Saltanovk (tg). Ils réquisitionnent la nourriture et le logement, mais il n'y a aucune représentation de cruauté. Ils interrogent le staroste du village sur l'endroit où se trouvent les partisans, et après s'être assurés que l'eau des puits n'est pas empoisonnée, ils le mettent dans leur confidence. Comme l'une de leurs principales tâches en tant que forces de l'ordre est d'assurer l'ordre public, et en même temps leur intérêt élémentaire, ils punissent un villageois qui a volé des pommes de terre à un autre villageois. István Semetka remarque une fille suspecte et commence à la suivre, jusqu'à ce qu'il découvre qu'elle a apporté de la nourriture à son père malade dans une hutte isolée. Finalement, il les a laissés tranquilles sans commentaire, mais il a ensuite dispersé les baies qu'il avait reçues en cadeau, sans savoir si elles étaient toxiques, sur le sol. Dans la région, ils regardent quelques bûcherons de Vigonyichi, mais ils ne voient rien de suspect. Sur la suggestion du magistrat du village, le staroste, ils choisissent un chemin pour continuer, tandis qu'une section équipée de mitrailleuses accompagnée de deux volontaires ukrainiens se sépare et part pour inspecter davantage les environs. Pendant la marche, les partisans les attaquent la nuit. Les assaillants reculent face aux tirs de riposte, mais ils tuent le commandant de l'unité, l'un des volontaires ukrainiens, et blessent deux soldats. Il devient clair que les villageois ont dit aux partisans quel chemin ils vont prendre, comme le dit l'Ukrainien qui a été abattu. Le chef de peloton Semetka, en tant qu'aîné, prend la place de son sergent tombé au combat, et en même temps, lui et son unité repartent vers le village, où, arrivant à l'aube, ils voient un staroste suspendu à l'un des arbres, un œil évidé, un écriteau en bois pendu à son cou sur laquelle est écrit avec son sang le mot « ПРЕДАТЕЛЬ » (en français : traître). Dans le village, ils font alors l'expérience de plusieurs signes clairs de la véritable base de la coopération avec les partisans, par exemple, personne ne donne de réponse à ce qui est arrivé au starostat démembré, et bien qu'il n'y ait pas d'animaux dans le village, il y avait encore du lait frais, dont l'origine était également sans réponse. Les villageois sont chassés des maisons et rassemblés. Semetka inspecte ceux qui sont alignés, puis décide de les enfermer tous dans une grange jusqu'à ce que leurs maisons soient fouillées pour trouver des armes, et qu'il s'avère qui sont les partisans. Entre-temps, ils leur lancent leurs bottes et chaussures, enveloppées dans deux couvertures, afin qu'ils ne gèlent pas. Alors qu'ils fouillent les maisons, sept d'entre eux s'échappent secrètement de la grange et commencent à tirer. Il est donc évident qu'il y avait effectivement des partisans parmi eux, et il est également tout à fait clair que ceux qui étaient à l'intérieur le savaient, et aussi qui ils étaient exactement. À partir de ce moment, on ne sait plus qui est partisan et qui ne l'est pas. Après avoir découvert un moyen de s'échapper, Semetka réenterre le tunnel creusé sur le côté de la grange. Et pour les villageois qui restent encore dans la grange, il apporte un seau d'eau pour se conformer à l'une des demandes des femmes. L'enseigne Koleszár, qui est arrivé plus tôt avec des renforts, décide d'envoyer Semetka avec quelques autres dans le marais pour trouver les évadés, et quand il revient, lui et ses hommes voient que la grange a été incendiée et que les gens à l'intérieur crient. Les soldats hongrois, bien qu'ils sachent que les villageois se préparaient à leur mort en les trahissant aux partisans, sont encore choqués par ce spectacle, et tout le monde est figé. Le lendemain matin, en larmes, il avoue à Semetka qu'à cause de son affection pour lui, il l'a envoyé dans le marais par amitié, afin qu'il ne soit pas présent lorsque cela se produira. Sa décision lui a imposé une charge mentale notable, et il ne voulait pas en partager le poids avec Semetka. Son ordre était complètement justifié et inexorable, mais en même temps, il n'en montre aucune fierté, il a brisé sa propre âme avec lui, il donne à Semetka un avertissement que le péché se cache derrière la porte et veut l'homme. Nous devons résister. Il lui demande d'oublier ce qui s'est passé ici. Koleszár informe alors Semetka qu'il prendra en charge ses hommes avec tout leur équipement sous sa propre responsabilité, et l'enverra à l'hôpital de campagne de Navlja (en) avec quatre personnes nécessitant des soins hospitaliers. Semetka fait le compte-rendu à un major des événements des trois derniers jours, mais lorsqu'il arrive au moment où la grange est incendiée, il se tait et poursuit le rapport en omettant ce fait. Le major lui demande s'il a une famille et depuis combien de temps il est au front. Lorsqu'il reçoit la réponse que cela fait huit mois, il envoie Semetka chez lui pour deux semaines. Le film se termine par le voyage de Semetka sur le chemin du retour, le regard vide.

## Fiche technique
Sauf indication contraire, les informations mentionnées dans cette section peuvent être confirmées par la base de données cinématographiques IMDb,  présente dans la section « Liens externes ».
- Titre original : Természetes fény
- Titre français : Natural Light
- Réalisation : Dénes Nagy
- Scénario : Dénes Nagy, d'après le roman de Pál Závada
- Décors et costumes : Márton Ágh
- Photographie : Tamás Dobos
- Montage : Nicolas Rumpl
- Musique : Santa Ratniece (en)
- Société de distribution : Nour Films (France)
- Pays de production :  Hongrie,  France,  Lettonie,  Allemagne
- Format : couleur
- Genre : drame
- Durée : 103 minutes
- Dates de sortie :
  - Allemagne : 2 mars 2021 (Berlinale 2021)
  - France : 11 janvier 2023

## Distribution
- Ferenc Szabó : Semetka
- László Bajkó : Koleszár
- Tamás Garbacz : Szrnka
- Gyula Franczia : major

## Accueil

### Accueil critique
En France, le site Allociné propose une moyenne de 3,4⁄5, fondée sur 11 critiques de presse.

## Distinctions
- Berlinale 2021 : Ours d'argent de la meilleure réalisation[2]
- Prix du cinéma européen 2021 : meilleur chef décorateur
- Grand Prix du Jury International du Festival War on Screen 2022